# D-이디톨 2-탈수소효소
D-이디톨 2-탈수소효소(영어: D-iditol 2-dehydrogenase) (EC 1.1.1.15)는 다음과 같은 화학 반응을 촉매하는 효소이다.
D-이디톨 + NAD+  ⇄  D-소르보스 + NADH + H+
D-이디톨 2-탈수소효소의 2가지 기질은 D-이디톨, NAD+이며, 3가지 생성물은 D-소르보스, NADH, H+이다.
D-이디톨 2-탈수소효소는 산화환원효소 부류에 속하며, 특히 공여체가 CH-OH기이고 수용체가 NAD+ 또는 NADP+인 효소에 속한다. D-이디톨 2-탈수소효소는 오탄당과 글루쿠론산 간의 상호전환 과정, 과당 대사, 만노스 대사에 참여한다.

## 명명법
D-이디톨 2-탈수소효소의 계통명은 D-이디톨:NAD+ 2-산화환원효소(영어: D-iditol:NAD+ 2-oxidoreductase)이다. D-이디톨 2-탈수소효소는 D-소르비톨 탈수소효소(영어: D-sorbitol dehydrogenase)라고도 불린다.

## 같이 보기
- D-이디톨
- 탈수소효소
- 산화환원효소

## 참고 문헌
- Shaw DR (November 1956). “Polyol dehydrogenases.  3.  Galactitol dehydrogenase and D-iditol dehydrogenase”. 《The Biochemical Journal》 64 (3): 394–405. PMC 1199749. PMID 13373783.